# Diplocentrus zacatecanus
Espèce
Synonymes
- Diplocentrus keyserlingi zacatecanus Hoffmann, 1931

Diplocentrus zacatecanus est une espèce de scorpions de la famille des Diplocentridae.

## Distribution
Cette espèce est endémique du Mexique. Elle se rencontre en Aguascalientes, au Zacatecas, au Durango, au San Luis Potosí, au Guanajuato, au Michoacán, au Mexico, au Querétaro et en Hidalgo,.

## Description
Le mâle holotype mesure 42,3 mm et la femelle paratype 41,4 mm.

## Systématique et taxinomie
Cette espèce a été décrite sous le protonyme Diplocentrus keyserlingi zacatecanus par Hoffmann en 1931. Elle est élevée au rang d'espèce par Sissom en 1994.

## Étymologie
Son nom d'espèce lui a été donné en référence au lieu de sa découverte présumée, Zacatecas.

## Publication originale
- Hoffmann, 1931 : Monografias para la Entomologia Medica de Mexico. Monografia num. 2. Los Scorpiones de Mexico. Primera parte Diplocentridae, Chactidae, Vejovidae. Anales del Instituto de Biologia Mexico, vol. 2, no 4, p. 291-408.